# Volma (vattendrag i Vitryssland, Minsks voblast, lat 53,96, long 26,70)
Volma (vitryska: Волма) är ett vattendrag i Belarus.   Det ligger i voblasten Minsks voblast, i den centrala delen av landet, 60 km väster om huvudstaden Minsk.
I omgivningarna runt Volma växer i huvudsak blandskog. Runt Volma är det ganska glesbefolkat, med 22 invånare per kvadratkilometer.